# Vigilante (canonnière)
Pour les articles homonymes, voir Vigilante.
La Vigilante est une canonnière fluviale française qui fut mise à l'eau en 1900 pour assurer la protection des intérêts français en Chine. Elle a été désarmée en 1914.

## Historique
La Grande-Bretagne et l'Empire allemand disposaient déjà de canonnières pour assurer la sécurité de leurs ressortissants en Chine, alors que la révolte grondait et que celle des Boxers allait éclater. C'est pourquoi le Conseil des Travaux porte commande, le 4 août 1899 de deux canonnières auprès de la compagnie britannique Thornycroft de type Woodcock. Elles seront baptisées la Vigilante et l’Argus.
La Vigilante est démontée en onze sections et embarquée le 12 juin 1900 sur le bateau à vapeur Sadu Maru de Londres à Hong Kong, où elle arrive le 22 juillet, par le canal de Suez. Le remontage a lieu à Hong Kong avec des essais à 10 nœuds et un tirant d'eau de 2 pieds.
La Vigilante est mise en service pour la flottille française de Chine, jusqu'en 1914, avec la mission de naviguer sur la rivière des Perles, le Si-Kiang, et les autres affluents, comme le font les canonnières britanniques ou allemandes (La SMS Tsingtau ou la SMS Vaterland). Elle remplace un vieille canonnière détachée d'Indochine, la Malicieuse. Ainsi, elle est par exemple à Nanning en 1905, Long-Tchéou et Posé, et navigue sur le Yang-Tsé-Kiang (« fleuve Bleu ») revient à Long-Tchéou pour surveiller les événements dans le Kouang-Si et lutter contre la piraterie. Elle assure aussi le service de la poste.
En août 1907, elle est en cale sèche à Hong Kong pour des réparations et le changement de chaudières. Elle essuie un violent typhon, le 28 juillet 1908 à Canton, et sa coque heurte un quai de l'île de Shameen, où se trouve la concession française de Canton, et elle doit être de nouveau réparée. Elle repart ensuite, mouille à Hong Kong le 10 mars 1909. Lorsque la révolution chinoise de 1911 éclate, elle est en campagne pour assurer la sécurité des ressortissants français, diplomates, commerçants et missionnaires. Elle monte en particulier jusqu'à Long-Tchéou. D'autres navires des puissances étrangères sont à Canton au plus fort des événements, le 15 octobre 1911 ; ce sont les canonnières allemandes SMS Tsingtau et SMS Jaguar, les canonnières américaines Wilmington, Robin et Callao, les canonnières britanniques Moorhen et Macau, en plus de l’Argus et de la Vigilante. Dix jours plus tard, des troupes françaises supplémentaires débarquent des deux canonnières pour patrouiller dans la concession française de Canton. La Vigilante revient en décembre et mouille tout l'hiver. Encore une fois les troupes françaises sont débarquées entre le 9 et le 12 mars 1912.
Lorsque la déclaration de guerre intervient en août 1914, la Vigilante est désarmée à Hong Kong, la Chine restant puissance neutre (jusqu'en 1917). Elle est finalement vendue à Saïgon, le 5 février 1919.
Le ministère de la Marine décide en 1920 de faire construire par l'arsenal de Toulon deux canonnières modernes pour assurer la sécurité contre la piraterie dans une région (le Si-Kiang) proche des frontières du Tonkin. Elles arrivent dans la flottille du Si-Kiang en 1924 et reprennent le nom d’Argus (II) et de Vigilante (II).